# Ben Howland
Benjamin Clark "Ben" Howland , (nacido el 28 de mayo de 1957 en Lebanon, Oregón) es un entrenador de baloncesto estadounidense que ejerce en la NCAA.

## Trayectoria
- Universidad de Gonzaga (1981–1982),  (ayudante)
- Universidad de UC Santa Barbara (1982–1994),  (ayudante)
- Universidad de Northern Arizona (1994–1999)
- Universidad de Pittsburgh  (1999–2003)
- UCLA (2003–2013)